# Teucholabis inouei
Teucholabis inouei är en tvåvingeart som beskrevs av Alexander 1955. Teucholabis inouei ingår i släktet Teucholabis och familjen småharkrankar. Inga underarter finns listade i Catalogue of Life.